# Valley Games
Valley Games ist ein kanadischer Herausgeber von Gesellschaftsspielen. Das Unternehmen wurde gemeinschaftlich von Rik Falch und Torben Sherwood gegründet, damals beide jeweils Inhaber eines Spieleladens. Valley Games hat etliche, lange Zeit nicht mehr erhältliche, Strategiespiele von Avalon Hill etwa Republic of Rome oder Titan neu aufgelegt.